# Parafia Matki Bożej Saletyńskiej w Warszawie
Parafia Matki Bożej Saletyńskiej w Warszawie – parafia rzymskokatolicka w dekanacie ursuskim archidiecezji warszawskiej.

## Historia
Parafia została erygowana w 1976. Wcześniej funkcjonowała jako filia Parafii Świętej Teresy od Dzieciątka Jezus na Nowych Włochach. Kiedy w 1957 rozpoczęto budowę kościoła na Nowych Włochach, drewniana kaplica (zbudowana między innymi z podkładów kolejowych) – została przeniesiona na Stare Włochy, dając początek nowej parafii. 

### Kościół parafialny
Przez kolejne lata kościół był rozbudowywany. Obecny kształt zyskał w latach 80. XX wieku.